# Riu Ain
El riu Ain (en francoprovenzal Riu En) és un riu de França, un afluent del riu Roine per la dreta. Neix en l'altiplà Nozeroy, a 750 m d'altura, en el departament del Jura. El seu curs, de 189,89 quilòmetres, discorre pels departaments de Jura i el departament al qual dona el seu nom, Ain.
La presa de Vouglans, construïda en 1968, produeix un embassament de 35 km de longitud. El Ain i els seus afluents alimenten una quinzena de centrals hidroelèctriques.

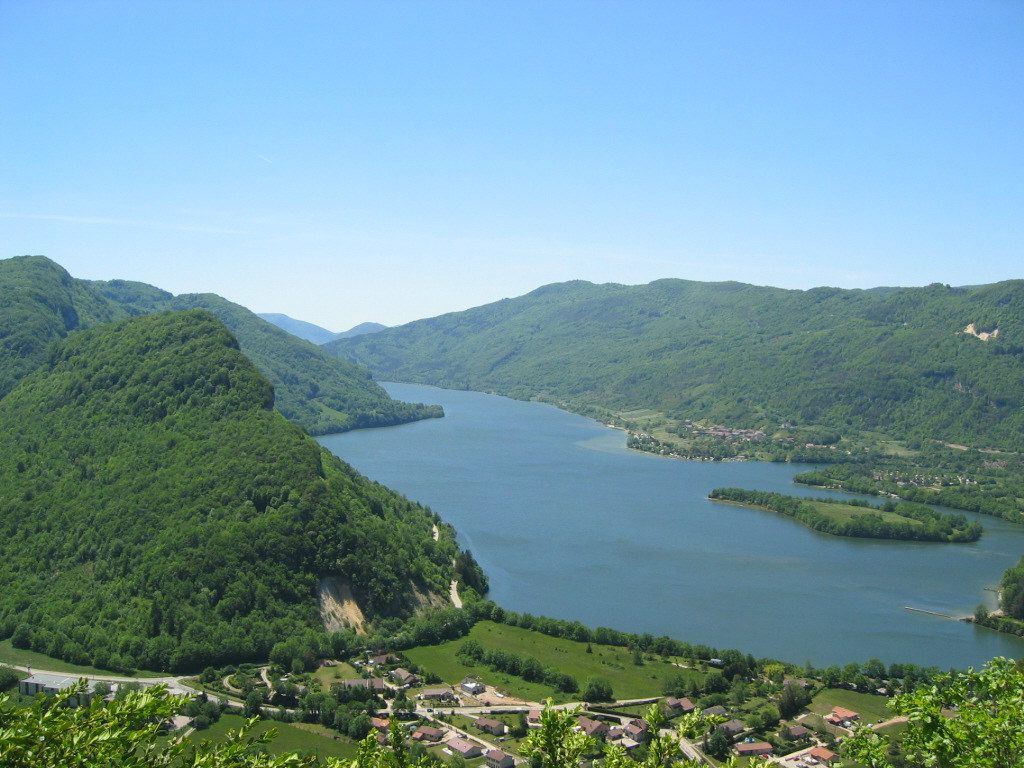
Embassament de Coiselet

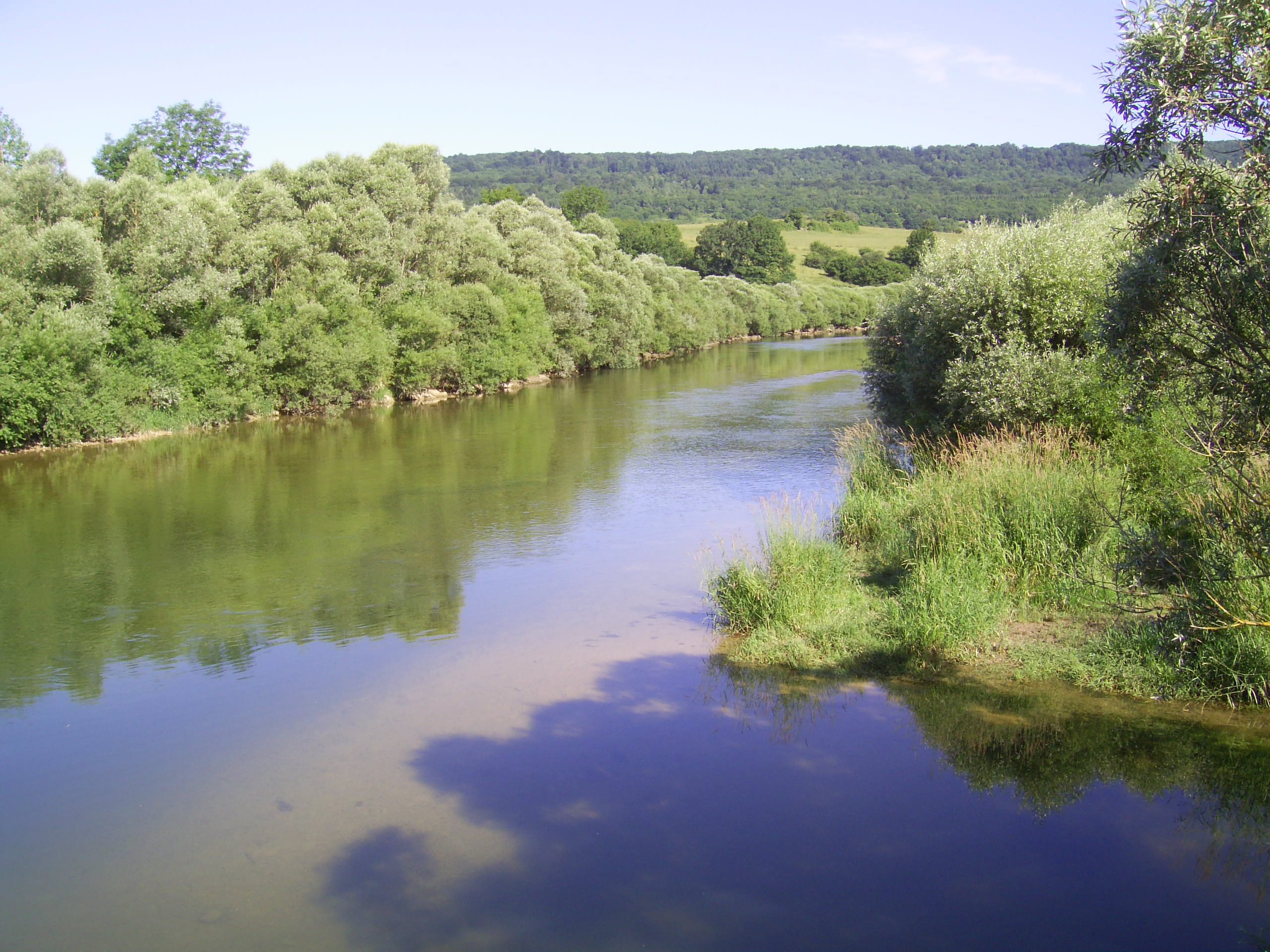
Vista del Ain prop de Monnet-la-Ville (Jura).

| Estació hidrològica     | Superfície de la conca (km²) | Cabal mitjà anual (m³/s) |
| ----------------------- | ---------------------------- | ------------------------ |
| Perte-de-l'Ain          | 210                          | 9,590                    |
| Marigny                 | 650                          | 27,40                    |
| Embassament de Voulgans | 1.120                        | 40,80                    |
| Pont-d'Ain              | 2760                         | 105,0                    |
| Chazey-sud-Ain          | 3.630                        | 123,0                    |